# Carex helferi
Carex helferi är en halvgräsart som beskrevs av Johann Otto Boeckeler. Carex helferi ingår i släktet starrar, och familjen halvgräs. Inga underarter finns listade i Catalogue of Life.